# L'Épreuve du feu (film, 2018)
Pour les articles homonymes, voir L'Épreuve du feu (homonymie) et Trial By Fire.
Pour plus de détails, voir Fiche technique et Distribution.
L'Épreuve du feu (Trial by Fire) est un film américain réalisé par Edward Zwick et sorti en 2018. Il s'inspire d'un article de David Grann paru en 2009 dans The New Yorker et racontant le procès et la condamnation à mort de Cameron Todd Willingham en 2004. Des experts affirmeront ensuite que l'homme était innocent,.
Le film est présenté au festival du film de Telluride 2018 et sort au cinéma l'année suivante. En France, il ne sort qu'en vidéo à la demande.

## Synopsis
Le 23 décembre 1991 au Texas, Cameron Todd Willingham se réveille et trouve sa maison en flammes. Malgré tous ses efforts, il est incapable de sauver la vie de ses trois filles, Amber, Karmon et Kameron. Au procès, le procureur Rick Perry révèle que l'incendie a été causé délibérément avec de l'essence répandue au sol en forme de pentagramme et que le réfrigérateur a été déplacé pour bloquer la porte. Les témoins dépeignent quant à eux Cameron comme un individu violent. Son ancien compagnon de cellule, Johnny Webb, déclare à la barre que Cameron lui a avoué avoir délibérément allumé le feu. Avec le soutien de sa femme Stacy, Cameron clame son innocence mais il est tout de même condamné à mort.
En prison, Cameron est battu et menacé aussi bien par les gardes que par d'autres détenus. Placé à l'isolement, il continue de clamer qu'il est innocent. Stacy arrête alors de répondre à ses lettres, à la demande de sa propre mère qui le croit coupable. Cameron fait appel à un nouvel avocat, Reaves, dans l'espoir de prouver son innocence. Il se lie alors d'amitié avec un autre détenu, Ponchai James. Cameron profite de son incarcération pour améliorer son vocabulaire et son écriture avec l'aide de James. Mais ce dernier est finalement exécuté.
Cameron Todd Willingham envoie ensuite une lettre à une dramaturge nommée Elizabeth Gilbert. Cette dernier a de la sympathie pour lui et prend parti contre sa culpabilité, bien que son ex-mari et leurs deux enfants soient convaincus du contraire. Elizabeth Gilbert lui rend visite à la prison et est surprise par son attitude : Cameron demeure très calme. Peu après, Elizabeth Gilbert remet en question les déclarations des témoins et la compétence de l'avocat Reaves qui n'a fait aucun progrès sur l'affaire en 6 ans. Elle rend ensuite visite à Johnny Webb qui s'énerve et la menace lorsqu'elle l'interroge sur le fait que Rick Perry l'a payé pour mentir sur les aveux de Cameron. Elle découvre en outre que de nombreux témoins ont menti alors que la date d'exécution de Cameron est déjà fixée.
Elizabeth Gilbert et Reaves rencontrent ensuite le Dr Hurst qui révèle que le réfrigérateur n'a en réalité pas été déplacé et que l'incendie n'a pas pu être criminel, comme l'avait dit le jury. Malgré cela, Reaves est incapable de faire appel et le rapport de Hurst est injustement ignoré. Johnny Webb revient finalement sur son témoignage, bien que cela soit dissimulé par Rick Perry qui est maintenant gouverneur et l'avait initialement payé pour mentir. Stacy est alors forcée de mentir et déclare que Cameron lui a avoué le crime.
Alors que Cameron va être exécuté, Elizabeth Gilbert a un accident de voiture. Elle est donc absente alors qu'il prononce un discours poignant montrant ses progrès réalisés en attendant dans le « couloir de la mort ». Il demande que ses cendres soient répandues sur les tombes de ses filles. Daniels, qui s'est finalement lié à lui au fil du temps, administre à contrecœur l'injection létale. Il regarde en larmes Cameron mourir, aux côtés de Stacy et Reaves. Elizabeth Gilbert, désormais paralysée après son accident, répand les cendres de Cameron avec ses propres enfants.
Dans l'épilogue, le véritable gouverneur du Texas Rick Perry nie toute culpabilité dans l'exécution de condamnés à mort.

## Fiche technique
Sauf indication contraire, les informations mentionnées dans cette section peuvent être confirmées par la base de données cinématographiques IMDb,  présente dans la section « Liens externes ».
- Titre original : Trial by Fire
- Titre français : L'Épreuve du feu
- Réalisation : Edward Zwick
- Scénario : Geoffrey S. Fletcher, d'après l'article Trial by Fire de David Grann
- Musique : Henry Jackman
- Direction artistique : Justin O'Neal Miller
- Décors : Clay A. Griffith
- Costumes : Marina Draghici
- Photographie : John Guleserian
- Montage : Steven Rosenblum
- Production : Kipp Nelson, Alexander Soros, Allyn Stewart et Edward Zwick

Producteurs délégués : Kathryn Dean et Marshall Herskovitz
- Sociétés de production : Bedford Falls Productions et Flashlight Films
- Sociétés de distribution : Roadside Attractions (États-Unis), vidéo à la demande (France)
- Budget : n/a
- Pays de production :  États-Unis
- Langue originale : anglais
- Format : couleur
- Genre : drame biographique, procès
- Durée : 127 minutes
- Dates de sortie[3] :
  - États-Unis : 31 août 2018 (festival de Telluride)
  - États-Unis : 17 mai 2019
  - France : 6 octobre 2019 (vidéo à la demande[4])
- Classification[5] :
  - États-Unis : R
  - France : interdit aux moins de 12 ans

## Distribution
- Jack O'Connell (VF : Damien Ferrette) : Cameron Todd Willingham
- Laura Dern (VF : Rafaèle Moutier) : Elizabeth Gilbert
- Emily Meade (VF : Manon Adolphe) : Stacy Willingham
- David Wilson Barnes : Reaves
- Jeff Perry : Dr Hurst
- Jade Pettyjohn : Julie Gilbert
- Chris Coy (VF : François Santucci) : Daniels
- McKinley Belcher III : Ponchai James
- Anthony Reynolds : Fogg
- Chris Shurley : le sergent Marty

## Production
En 2017, Jack O'Connell et Laura Dern sont annoncés dans les rôles principaux de l'adaptation de l'article Trial by Fire de David Grann paru en 2009 dans The New Yorker et racontant le procès de la condamnation à mort de Cameron Todd Willingham en 2004. Edward Zwick est annoncé à la réalisation et produit également le film avec Alexander Soros, Allyn Stewart et Kipp Nelson. Le scénario est écrit par Geoffrey S. Fletcher.
Le tournage a lieu en Géorgie, notamment à Atlanta et Douglasville.

## Accueil
Le film reçoit des critiques mitigées dans la presse. Sur l'agrégateur américain Rotten Tomatoes, il récolte 62% d'opinions favorables pour 71 critiques et une note moyenne de 6,2⁄10. Le consensus suivant résume les critiques compilées par le site : « Trial by Fire a une histoire digne – et déchirante – à raconter, mais cette dramatisation bien jouée est minée par son approche agressivement manipulatrice ». Sur Metacritic, il obtient une note moyenne de 51⁄100 pour 19 critiques.